# Ngwi jezici
Ngwi jezici (Burmijski jezici), grana tibetsko-burmanskih jezika, velika sinotibetska porodica. Grana se dalje na:
a. centralnoburmijski jezici ili centralni ngwi jezici (24):
b. sjevernoburmijski jezici ili sjeverni ngwi jezici(17)
c. jugoistočni burmijski jezici jugoistočni ngwi jezici (24)
d. južnoburmijski jezici ili južni ngwi jezici (10)